# Spilarctia hypsoides
Spilarctia hypsoides là một loài bướm đêm thuộc phân họ Arctiinae, họ Erebidae.